# Henry Frusto
Henry Frusto (* 14. April 1986) ist ein ehemaliger italienischer Straßenradsportler.
Frusto belegte den dritten Platz beim Straßenrennen italienischen Meisterschaft für Elitefahrer ohne Vertrag bei einem UCI-Team. Außerdem gewann er den Gran Premio Folignano. Im Jahr 2010 gewann er den Giro Valli Aretine.

## Erfolge
2009
- Gran Premio Folignano

2010
- Giro Valli Aretine

## Teams
- 2011 D’Angelo & Antenucci-Nippo
- 2012 Team Nippo